# تازه‌شهر
تازه‌شهر با نام قدیم کهنه‌شهر یکی از شهرهای استان آذربایجان غربی ایران است. این شهر در بخش مرکزی شهرستان سلماس جای دارد.
در جلد چهارم کتاب «فرهنگ جغرافیائی ایران (آبادیها)» زبان مردم تازه شهر، ترکی و مذهب آن‌ها شیعه ذکر شده‌است.

## نگارخانه

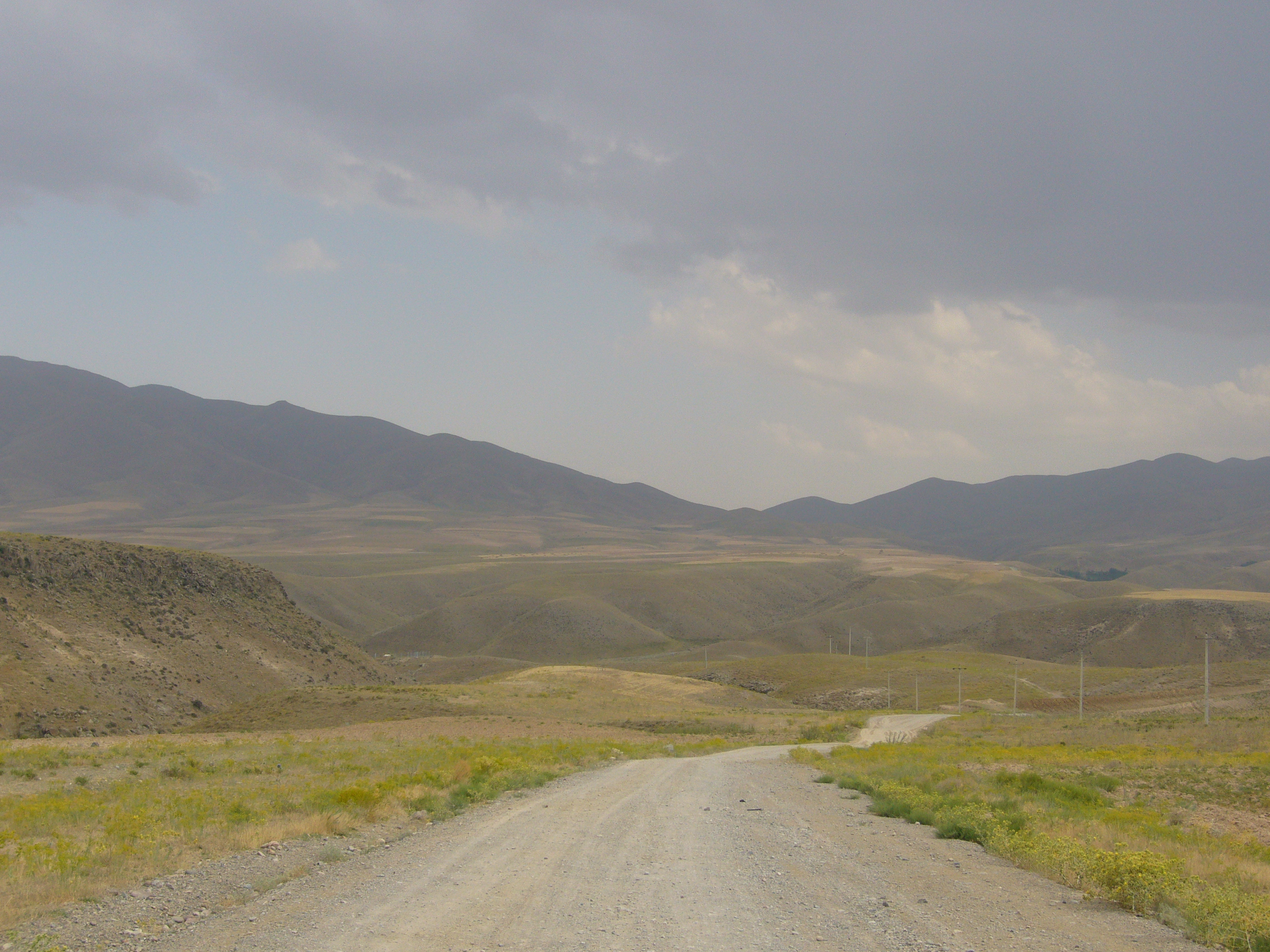
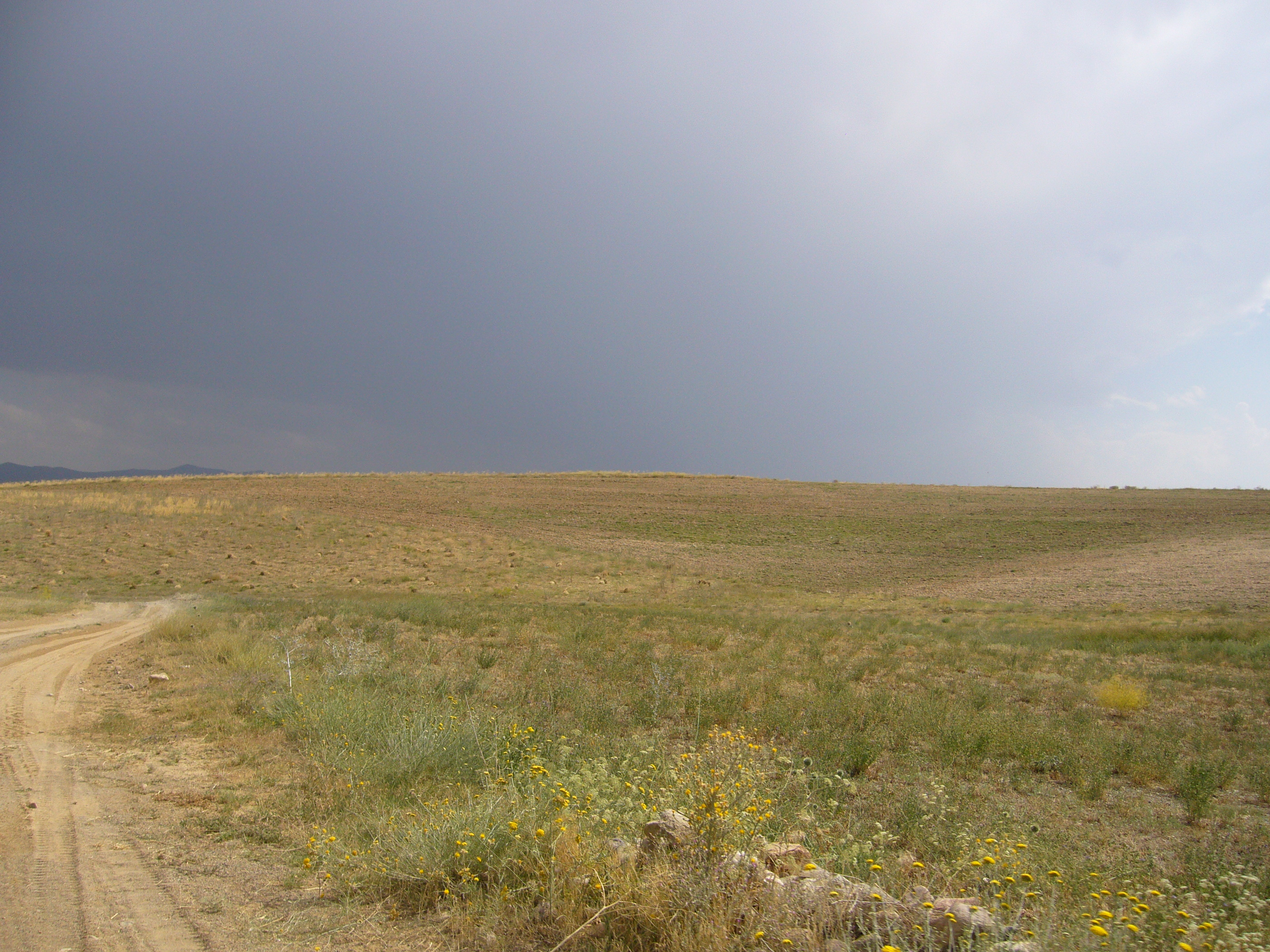
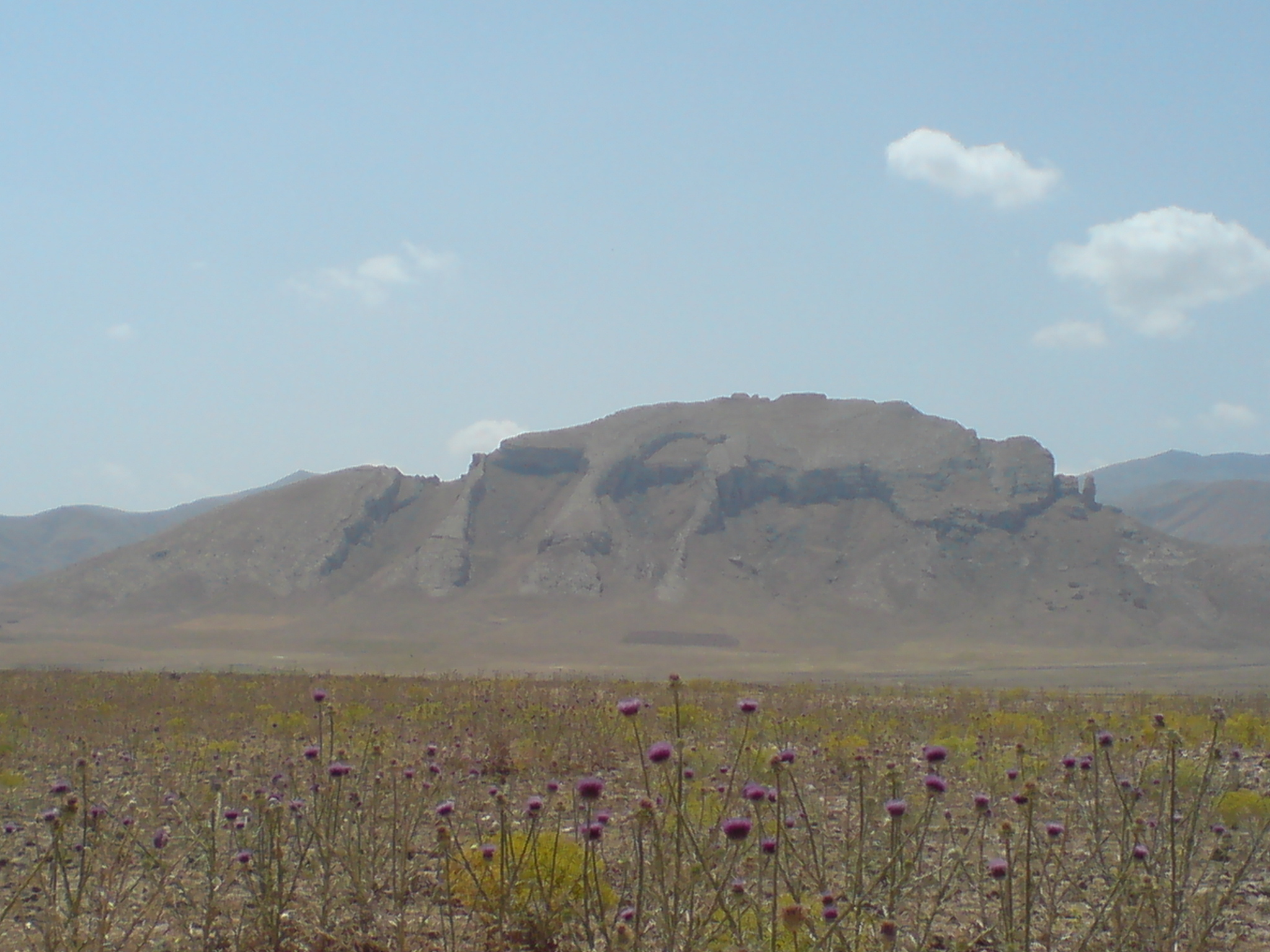

## پیشینه
دربارهٔ پیشینه تازه شهر همین قدر می‌دانیم که نام قدیمی آن «کهنه شهر» بوده‌است. بر اثر زلزله ۱۳۰۹ش در منطقة شاهپور و پیرامون آن، آبادی کهنه شهر خسارات شدیدی دید و برج قدیمی آن که در حدود سال ۷۰۰ هجری به دستور میری خاتون دختر ارغون آغا، حاکم خراسان، ساخته شده بود به همراه مسجد جامع آن ویران شد.

## مردم‌شناسی
مردم تازه‌شهر آذری هستند و به زبان ترکی آذربایجانی صحبت می‌کنند و مذهب آنها تشیع است.کهنه شهر شامل دو بخش است. بخش جنوبی که کوتوح (کوتیک) به معنی تنه و اصل و نصب نامیده میشود, نسبت به بخش شمالی بومی تر هستن. بخش شمالی نیز که داغستان نامیده میشود , مردمی با لهجه ای متفاوت نسبت به مردم کوتیح هستند که بعدها به کهنه شهر آمده اند. مردم کوتیح در زمان افشاریان توسط نادرشاه افشار از خراسان برای دفاع از مرزها در مقابل حملات شوروی به آذربایجان آورده شدند. نادرشاه از جنگجوترین ترکمانهای خراسان را به مرزها فرستاد و آنها در کهنه شهرِ فعلی و در بخش کوتیح ساکن شدند. لذا لهجه ای که مردم کوتیحِ کهنه شهر به آن لهجه ترکی را صحبت میکنند , شباهت بسیار زیادی به ترکهای خراسان دارد. مردم بخش داغستان در زمان قاجار از شوروی و از ایالت داغستانِ روسیه ی فعلی به آذربایجان مهاجرت کردند و از ترکهای داغستان هستند.به گفته برخی محققین منطقه بعضی از ساکنین تازه شهر از ترک های قشقایی هستند که در زمان نادرشاه همراه ترکان خراسان دستور دفاع از مرز را به عهده داشتند  این سه ایله ترک در دو بخش کوتیح و داغستان همواره رشادت ها و دلاوریهای بی نظیری از خود نشان داده اند. برای مثال مردم کهنه شهر در زمان جیلولیق و حمله ارامنه عثمانی به آذربایجان , جانانه از شهر خود دفاع کردند. درضمن ترکهای بخش داغستانه کهنه شهر , از ایل افشار خراسان و قشقایی شیراز هستند و ترکهای بخش کوتیح نیز از قبیله های باستانی کایی و افشار هستند. 

## موقعیت جغرافیایی
این شهر در بخش مرکزی شهرستان سلماس در استان آذربایجان غربی قراردارد؛ که در دوازده کیلومتری جنوب غربی شهر سلماس (مرکز شهرستان)، در دشتی نسبتاً مسطح و در ارتفاع ۱۴۵۴ متری از سطح دریا قرار دارد. آب و هوای آن نسبتاً سرد و خشک است.